# Hyllisia picta
Hyllisia picta là một loài bọ cánh cứng trong họ Cerambycidae.